# お茶の水はりきゅう専門学校
お茶の水はりきゅう専門学校（おちゃのみずはりきゅうせんもんがっこう）は、東京都文京区湯島にある、鍼師・灸師資格取得を目指す専門学校。

## 沿革
- 1990年 - 学校法人東京インターナショナル学園設立
- 2006年 - 法人名を学校法人都築インターナショナル学園に名称変更
- 2008年 - お茶の水はりきゅう専門学校設立
- 2009年 - 学校法人都築インターナショナル学園が学校法人都築学園と合併

## 設置学科
- 鍼師・灸学科（昼間部・夜間部、3年制）

## 教育理念
東洋医学のみならず西洋医学の知識を修得し、優れた臨床能力を身に付け、医療人として必要な豊かで優しい心を併せ持つ鍼灸師の養成を目指す。

## 資格取得
- はり師
- きゅう師

独立開業の他に鍼灸治療院、接骨院、総合病院、老人介護福祉施設、スポーツ施設等に勤務。

## 所在地
東京都文京区湯島1-3-6

## 施設
- 附属治療院
- 鍼灸実技実習室
- 基礎医学実習室
- PC実習室
- 一般教室
- 図書室

## 服装
- 実技実習では全員白衣を着用

## 姉妹校
- 日本薬科大学